# Ємельяновське
Ємельяновське (рос. Емельяновское) — присілок в Хвойнинському районі Новгородської області Російської Федерації.
Населення становить 52 особи. Входить до складу муніципального утворення Кабозьке сільське поселення.

## Історія
Від 2005 року входить до складу муніципального утворення Кабозьке сільське поселення

## Населення
| 2009 | 2010 |
| ---- | ---- |
| 58   | ↘52  |